# 해주 노씨
해주 노씨(海州盧氏)는 황해남도 해주시를 본관으로 하는 한국의 성씨이다.
시조 노시헌(盧始憲)은 광주 노씨 노서(盧恕)의 후손이며, 조선 태종 때 해주로 이주하여 세거했다고 한다.

## 참고 자료
- “해주노씨(海州盧氏)”. 뿌리를 찾아서.[깨진 링크(과거 내용 찾기)]